# Komisja Kefauvera

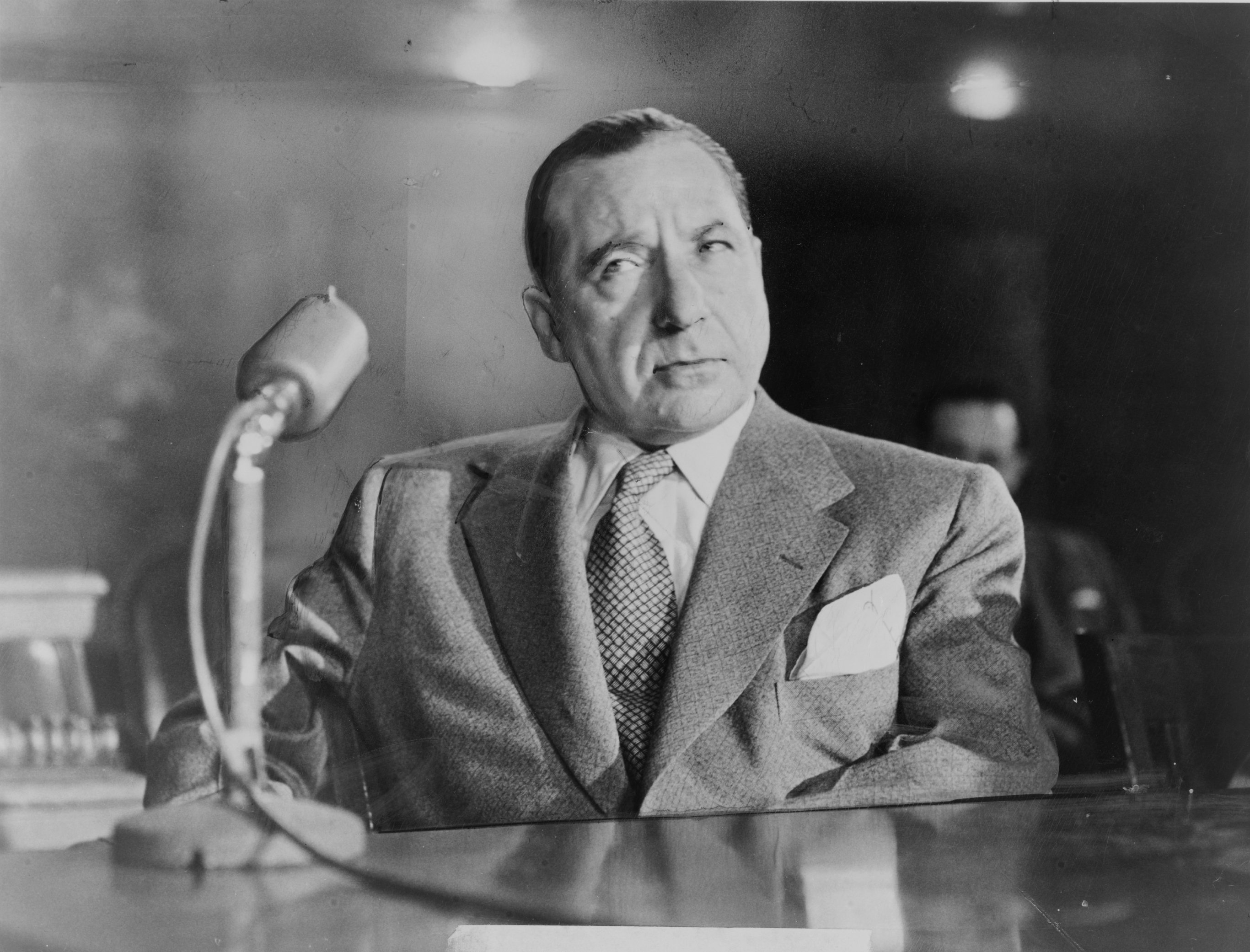
Frank Costello podczas przesłuchania przed Komisją

Komisja Kefauvera – specjalna komisja senacka do spraw badania przestępczości w handlu międzystanowym. Funkcjonowała w latach 1950–1951 pod przewodnictwem senatora ze stanu Tennessee z ramienia Partii Demokratycznej Estesa Kefauvera. Oprócz niego w skład komisji wchodzili demokraci: Lester C. Hunt z Wyoming, Herbert O’Conor z Maryland, a także republikanie Alexander Wiley z Wisconsin oraz Charles W. Tobey z New Hampshire. Celem przesłuchań – transmitowanych na żywo w telewizji – było poznanie tajemnic świata zorganizowanej przestępczości w Stanach Zjednoczonych. Przed oblicze komisji stanęło ponad 600 osób (przesłuchani w charakterze świadków) począwszy od zwykłych gangsterów poprzez szefów świata przestępczego (m.in. Frank Costello, Willie Moretti, Jake Guzik, Abner Zwillman) oraz przedstawicieli administracji publicznej (policjantów, gubernatorów i burmistrzów).
Komisja zakończyła obrady raportem, w którym wskazała konieczność zaostrzenia prawa antymafijnego i antykorupcyjnego oraz doprowadziła ponadto do przetasowania w świecie zorganizowanej przestępczości (Frank Costello utracił władzę nad rodziną Luciano, Joe Adonis musiał opuścić Stany Zjednoczone – zagrożony wyrokiem więzienia – a Willie Moretti został później zamordowany przez wspólników).